# Свейкерт, Боб
Боб Све́йкерт (англ.  Bob Sweikert, 20 мая 1926, Лос-Анджелес — 17 июня 1956) — американский автогонщик, победитель Инди-500 1955 года, Чемпионата гоночных машин 1955 года и Чемпионата Среднего Запада по спринт-карам 1955 года. Единственный гонщик в истории, который выиграл все три титула за один гоночный сезон.

## Ранние годы
Роберт Чарльз Швайкарт вырос в Лос-Анджелесе. До Второй мировой войны поменял фамилию на Свейкерт, чтобы избежать германофобии. В 1942 году семья переехала в Сан-Франциско, а затем в Хейвард штат Калифорния.
С 16 лет Свейкерт работал после школы механиком в местном дилерском центре Ford в Хейварде. Будучи одаренным механиком, он часто выигрывал уличные гонки.
В конце 1944 года Свейкерт поступил на службу в ВВС США, но получил серьёзную травму колена. После нескольких месяцев лечения он был демобилизован в сентябре 1945 года в связи с окончанием войны.
В 1947 году Свейкерт вернулся в Хейвард и открыл собственный небольшой бизнес, автомастерскую Sweikert Automotive, базировавшуюся в гараже его родителей. В течение следующих нескольких лет он построил там свой трековый родстер.
В июле 1947 года благодаря спонсорскому контракту Свейкерт смог сконцентрироваться на гоночной карьере.

## Гоночная карьера
12 февраля 1949 года Свейкерт выиграл первый чемпионат по гонкам на миниатюрных автомобилях на крытом овальном треке в Окленде.
В 1949 году Свейкерт дебютировал за рулем спринт-кара. Ему удалось принять участие в гонках в Северной Калифорнии и Лос-Анджелесе .
В 1950 и 1951 годах Свейкерт не прошёл квалификацию к гонке Индианаполис-500.
В мае 1952 года Свейкерт принял участие в своем первом Индианаполис-500, стартуя с 32-й позиции и проехав 77 кругов.
26 сентября 1953 года Свейкерт выиграл гонку Hoosier Hundred на овальной трассе во время ежегодной ярмарки в штате Индиана, которую многие называют «величайшей гонкой всех времен» на грунтов покрытии.
30 мая 1955 года Свейкерт выиграл 500 миль Индианаполиса с 14-й позиции, управляя автомобилем с шасси Kurtis Kraft 500D и двигателем Offenhauser. Этот автомобиль теперь находится в музее гоночной трассы в Индианаполисе.

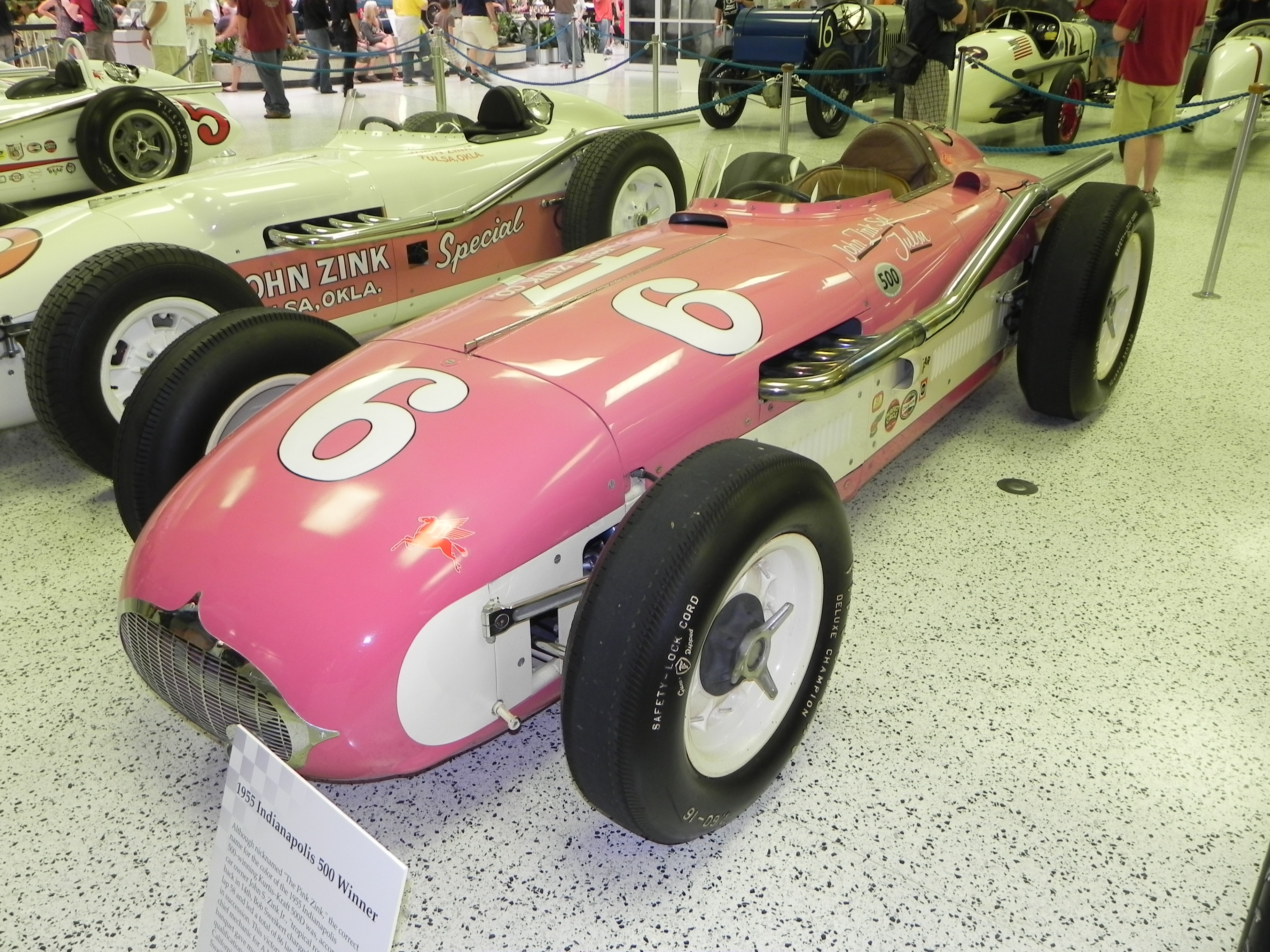
Автомобиль, на котором Свейкерт победил на Инди-500 в 1955 году

В мае 1956 года, в своей последней гонке Индианаполис-500, Свейкерт стартовал с 10-й позиции и финишировал на 6-м месте.

## Личная жизнь
Боб Свейкерт был дважды женат. Первую жену, Мэрион Эдвардс, он встретил в 1947 году на вечеринке в Калифорнийском университете в Лос-Анджелесе. Они поженились в начале 1948 года, вскоре после того, как Свейкерт начал свою гоночную карьеру. В браке у них родилась дочь. К концу 1952 года Мэрион инициировала развод.
В январе 1953 года он женился во второй раз на Долорес «Дори» Скуноувэр, с которой он учился ещё в школе в Хейварде, и которую вновь встретил незадолго до этого. После свадьбы они переехали в Индиану, чтобы быть ближе к автодрому, где Свейкерт активно участвовал в гонках.

## Смерть
Боб Свейкерт трагически погиб 17 июня 1956 года в аварии на гонках спринт-каров на Salem Speedway. Во время третьего круга он боролся за позицию с Эдом Элизианом. Его машина, находясь близко к стене, зацепила металлическую балку, выступавшую из стенда в конце трибун, что вызвало его вылет с трассы и падение с обрыва. Машина вспыхнула, и Свейкерту был поставлен диагноз «смерть на месте» по прибытии в госпиталь округа Вашингтон.
Похоронен на кладбище Lone Tree Cemetery в Фэрвью штат Калифорния, недалеко от города Хейвард.

## Результаты в Формуле-1
| Легенда к таблице |                                                                    |
| --- | ------------------------------------------------------------------ |
| В таблице перечислены результаты всех Гран-при Формулы-1, в которых принимал участие гонщик. Строками таблицы являются сезоны, столбцами — этапы чемпионата мира. В каждой клетке указаны сокращённое название этапа и результат, дополнительно обозначенный цветом. Расшифровка обозначений и цветов представлена в нижеследующей таблице. |                                                                    |
| \| Пример \| Описание \| \| ------------ \| ------------------------------------------------------------------ \| \| 1 \| Победитель \| \| 2 \| Второе место \| \| 3 \| Третье место \| \| 5 \| Финишировал, заработав очки \| \| Сход \| Не финишировал, но при этом заработал очки \| \| 12 \| Финишировал, не получив очков \| \| НКЛ \| Финишировал, но не попал в финальную классификацию \| \| 15 \| Участвовал вне зачёта, либо по отдельной классификации \| \| 18 \| Не финишировал, но попал в финальную классификацию \| \| Сход \| Не финишировал \| \| НКВ \| Не прошёл квалификацию \| \| НПКВ \| Не прошёл предквалификацию \| \| ДСК \| Дисквалифицирован \| \| ИСК \| Исключён из протокола соревнований \| \| ТТ \| Заявлен для участия только в тренировках \| \| НС \| Участвовал в квалификации, но не стартовал в гонке \| \| Т \| Травмирован или болен \| \| ОТК \| Отказ от участия \| \| НТР \| Прибыл на соревнования, но на трассу не выезжал \| \| НПР \| Был заявлен в числе участников, но не прибыл к началу соревнований \| \| О \| Соревнования отменены \| \| \| Не участвовал \| \| Поул-позиция \| \| \| Быстрый круг \| \| |                                                                    |
| Пример | Описание                                                           |
| 1 | Победитель                                                         |
| 2 | Второе место                                                       |
| 3 | Третье место                                                       |
| 5 | Финишировал, заработав очки                                        |
| Сход | Не финишировал, но при этом заработал очки                         |
| 12 | Финишировал, не получив очков                                      |
| НКЛ | Финишировал, но не попал в финальную классификацию                 |
| 15 | Участвовал вне зачёта, либо по отдельной классификации             |
| 18 | Не финишировал, но попал в финальную классификацию                 |
| Сход | Не финишировал                                                     |
| НКВ | Не прошёл квалификацию                                             |
| НПКВ | Не прошёл предквалификацию                                         |
| ДСК | Дисквалифицирован                                                  |
| ИСК | Исключён из протокола соревнований                                 |
| ТТ | Заявлен для участия только в тренировках                           |
| НС | Участвовал в квалификации, но не стартовал в гонке                 |
| Т | Травмирован или болен                                              |
| ОТК | Отказ от участия                                                   |
| НТР | Прибыл на соревнования, но на трассу не выезжал                    |
| НПР | Был заявлен в числе участников, но не прибыл к началу соревнований |
| О | Соревнования отменены                                              |
| | Не участвовал                                                      |
| Поул-позиция |                                                                    |
| Быстрый круг |                                                                    |

| Сезон | Команда              | Шасси             | Двигатель          | Ш | 1   | 2       | 3       | 4   | 5   | 6   | 7   | 8   | 9   | Место | Очки |
| ----- | -------------------- | ----------------- | ------------------ | - | --- | ------- | ------- | --- | --- | --- | --- | --- | --- | ----- | ---- |
| 1950  | Ray Carter Proofing  | Kurtis Kraft      | Offenhauser 4,5 L4 | F | ВЕЛ | МОН     | 500 НКВ | ШВА | БЕЛ | ФРА | ИТА |     |     | —     | 0    |
| 1951  | Milt Marion Proofing | Kurtis Kraft      | Offenhauser 4,5 L4 | F | ШВА | 500 НКВ | БЕЛ     | ФРА | ВЕЛ | ГЕР | ИТА | ИСП |     | —     | 0    |
| 1952  | Milt Marion Proofing | Kurtis Kraft      | Offenhauser 4,5 L4 | F | ШВА | 500 26  | БЕЛ     | ФРА | ВЕЛ | ГЕР | НИД | ИТА |     | —     | 0    |
| 1953  | Al E. Dean           | Kurtis Kraft      | Offenhauser 4,5 L4 | F | АРГ | 500 20  | НИД     | БЕЛ | ФРА | ВЕЛ | ГЕР | ШВА | ИТА | —     | 0    |
| 1954  | Lutes Truck Parts    | Kurtis Kraft 4000 | Offenhauser 4,5 L4 | F | АРГ | 500 14  | БЕЛ     | ФРА | ВЕЛ | ГЕР | ШВА | ИТА | ИСП | —     | 0    |
| 1955  | John Zink            | Kurtis Kraft 500D | Offenhauser 4,5 L4 | F | АРГ | МОН     | 500 1   | БЕЛ | НИД | ВЕЛ | ИТА |     |     | 7     | 8    |
| 1956  | Racing Associates    | Kuzma             | Offenhauser 4,5 L4 | F | АРГ | МОН     | 500 6   | БЕЛ | ФРА | ВЕЛ | ГЕР | ИТА |     | —     | 0    |